# Julian Lüers
Julian Lüers (* 25. Januar 2006) ist ein deutscher Fußballspieler.
In der Jugend wechselte Lüers 2017 vom FSV Waiblingen zum VfB Stuttgart. Lüers war in der UEFA Youth League 2024/25, abgesehen aufgrund einer Sperre im Sechzehntelfinale, in allen Spielen der Stuttgarter im Einsatz und erzielte auf dem Weg ins Viertelfinale zwei Treffer. Im Mai 2025 verlängerte er beim VfB seinen Vertrag.
Sein Profidebüt gab Lüers in der 3. Liga am 1. Spieltag der Saison 2025/26 am 2. August 2025 für die zweite Mannschaft des VfB Stuttgart gegen den MSV Duisburg.